# آرام سیمونیان
حزب جمهوری‌خواه ارمنستان
آرام هراچیکی سیمونیان (ارمنی: Արամ Հրաչիկի Սիմոնյան؛ زادهٔ ۱۲ آوریل ۱۹۵۵ – درگذشته ۸ ژوئن ۲۰۲۲) تاریخ‌نگار، روزنامه‌نگار نظر و سیاستمدار اهل ارمنستان بود.

## زندگی‌نامه
وی در ۱۲ آوریل ۱۹۵۵ در گوریس به دنیا آمد و از فارغ‌التحصیل گشت. وی برنده جوایزی همچون مدال موسس خورناتسی است. وی در ۸ ژوئن ۲۰۲۲ درگذشت